# Hillevi Eskelinen
Hillevi Eskelinen (10 febbraio 1924 – ...) è stata una cestista finlandese.

## Carriera
Con la Finlandia ha disputato due edizioni dei Campionati europei (1952, 1956).